# Caecilia armata
Caecilia armata é uma espécie de anfíbio da família Caeciliidae. Endêmica do Brasil, onde pode ser encontrada apenas da localidade-tipo não especificada, que se presume ser no Brasil. Julga-se que será uma espécie subterrânea, tal como outras espécies do mesmo género.